# 諾登鎮區 (北達科他州拉穆爾縣)
諾登鎮區（英語：Norden Township）是位於美國北達科他州拉穆爾縣的一個鎮區。

## 地方資料
諾登鎮區的面積為92.23平方千米，當中陸地面積為92.10平方千米，而水域面積為0.13平方千米。根據2020年美國人口普查的數據，當地共有人口53人，而人口密度為每平方千米0.57人。